# سوزاندن جسد در آب

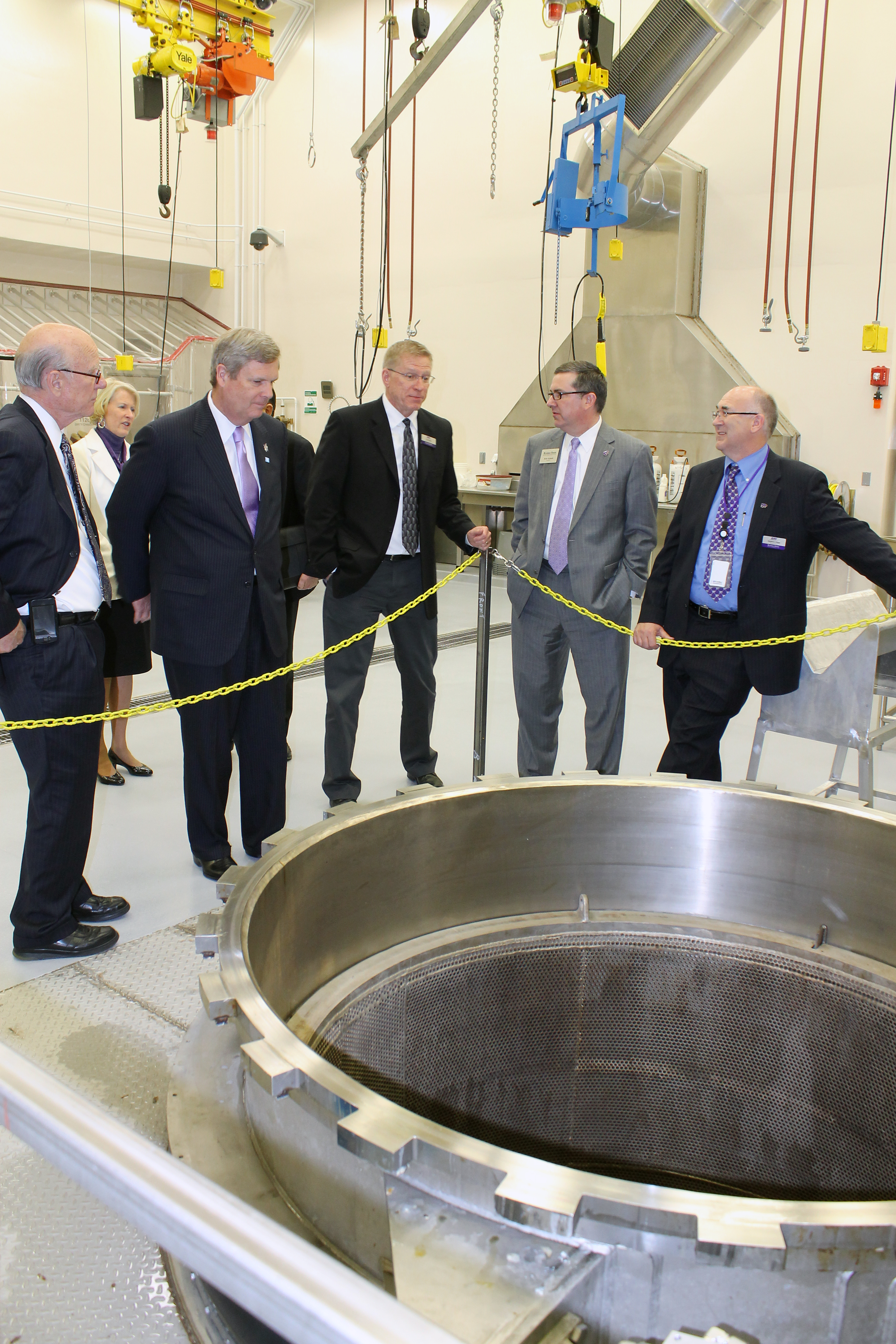
یک سیستم دفع هیدرولیز قلیایی در مؤسسه تحقیقات امنیت زیستی در داخل تالار پت رابرتز در دانشگاه ایالتی کانزاس

هیدرولیز قلیایی (که با نام‌های زیست‌سوز کردن، رزوماسیون، سوزاندن بدون شعله، آکواماسیون یا سوزاندن در آب نیز شناخته می‌شود) فرآیندی برای دفع بقایای انسان و حیوانات خانگی است که با استفاده از قلیاب و حرارت انجام می‌شود؛ این روش جایگزینی برای خاکسپاری، آتش‌سپاری یا خاکسپاری آسمانی است.

## فرایند
این فرایند بر اساس آبکافت و به این صورت است که جسد در یک محفظه تحت فشار قرار می‌گیرد که سپس با مخلوطی از آب و پتاسیم هیدروکسید پر شده و در دمای حدود ۱۶۰ درجه سانتی‌گراد (۳۲۰ درجه فارنهایت) و تحت فشار بالا که از جوشیدن جلوگیری می‌کند، گرم می‌شود. در این شرایط، بدن به‌طور کامل به اجزای شیمیایی خود تجزیه می‌شود و DNA آن نیز کاملاً تخریب می‌گردد. این فرایند معمولاً بین ۴ تا ۶ ساعت طول می‌کشد.
همچنین می‌توان از دما و فشار پایین‌تر، مثلاً ۹۸ درجه سانتی‌گراد (۲۰۸ درجه فارنهایت) استفاده کرد که در این حالت مدت زمان فرایند به ۱۴ تا ۱۶ ساعت افزایش می‌یابد.
در ابتدای فرایند، مخلوط بسیار قلیایی است و سطح پی‌اچ آن حدود ۱۴ می‌باشد؛ این مقدار تا پایان فرایند به حدود ۱۱ کاهش می‌یابد، هرچند مقدار دقیق آن به مدت کل عملیات و میزان چربی بدن بستگی دارد.
| پاتوژن                | دما                               | فشار                                | زمان        |
| --------------------- | --------------------------------- | ----------------------------------- | ----------- |
| میکروبی               | ۲۱۲ درجه فارنهایت ۱۰۰ درجه سلسیوس | ۱۵ پوند بر اینچ مربع ۱۰۰ کیلوپاسکال | ۳ ساعت      |
| انسفالوپاتی اسفنجی‌شکل | ۳۰۰ درجه فارنهایت ۱۴۹ درجه سلسیوس | ۷۰ پوند بر اینچ مربع ۴۸۰ کیلوپاسکال | ۶ تا ۸ ساعت |

نتیجهٔ فرایند هیدرولیز قلیایی، مایعی به رنگ سبز-قهوه‌ای است که حاوی آمینو اسید، پپتید، قندها و نمک‌ها می‌باشد، به‌همراه بازمانده‌های استخوانی سفید، نرم و متخلخل که عمدتاً از کلسیم فسفات تشکیل شده‌اند. این بقایای استخوانی آن‌قدر شکننده‌اند که به‌آسانی با دست خرد می‌شوند، هرچند معمولاً از دستگاه مخصوصی به‌نام کرمولاتور برای تبدیل آن‌ها به پودر سفیدرنگ (مشابه "خاکستر" در سوزاندن سنتی) استفاده می‌شود. این "خاکستر" سپس به بستگان متوفی تحویل داده می‌شود.
مایع باقی‌مانده از فرایند از طریق *سیستم فاضلاب بهداشتی دفع می‌شود، یا گاهی از روش‌های جایگزین مانند استفاده در **فضاهای سبز یا باغ‌ها** بهره گرفته می‌شود.
برای تجزیه حدود ۴۵۰ کیلوگرم (۱۰۰۰ پوند) توده زیستی، به‌طور متوسط۶۰ تا ۲۴۰ گالن آمریکا (۲۳۰ تا ۹۱۰ لیتر) آب مصرف می‌شود که در نتیجه، ۱۲۰ تا ۳۰۰ گالن (۴۵۰ تا ۱۱۴۰ لیتر) پساب تولید می‌گردد. این پساب حاوی حدود ۹٫۱ کیلوگرم (۲۰ پوند) مواد خشک غیرآلی و معدنی است که تقریباً ۲٪ از وزن اولیه را تشکیل می‌دهد.
هیدرولیز قلیایی نیز توسط صنعت حیوانات خانگی و دامداری پذیرفته شده است. تعداد انگشت‌شماری از شرکت‌ها در آمریکای شمالی این روش را به عنوان جایگزینی برای سوزاندن حیوانات خانگی ارائه می‌دهند. هیدرولیز قلیایی همچنین در صنعت کشاورزی برای استریل کردن لاشه‌های حیواناتی که ممکن است برای سلامتی خطرناک باشند، استفاده می‌شود، زیرا این فرایند ویروس‌ها، باکتری‌ها و پریون‌هایی را که باعث انسفالوپاتی اسفنجی شکل قابل انتقال می‌شوند، غیرفعال می‌کند.

### تاریخچه
این فرایند در سال ۱۸۸۸ توسط آموس هربرت هابسون به عنوان روشی برای فرآوری لاشه حیوانات و تبدیل آن به غذای گیاهی به ثبت رسید. در سال ۲۰۰۵، شرکت بیو ریسپانس اولین سیستم هیدرولیز قلیایی تک جسد را در کلینیک مایو طراحی، فروخته و نصب کرد، که تا سال ۲۰۱۹ هنوز در آنجا مورد استفاده قرار می‌گرفت. در سال ۲۰۰۷، یک بیوشیمیست اسکاتلندی به نام سندی سالیوان، شرکتی را تأسیس کرد که این ماشین‌آلات را می‌ساخت و این فرایند (و شرکت) را Resomation نامید.